# Kōhei Uchimura
Kōhei Uchimura (内村 航平 Uchimura Kōhei?, n. 3 ianuarie 1989, Kitakyūshū, Japonia) este un fost gimnast japonez.
Până în 2012 câștigase 5 medalii olimpice (individual compus, echipe și sol), din care una de aur și 4 de argint. Era totodată câștigător a 4 medalii de aur, 3 de argint și 2 de bronz la campionatele mondiale. Este primul gimnast (masculin sau feminin) care a câștigat 3 titluri mondiale consecutiv la individual compus (2009, 2010 și 2011).